# Callinectes ornatus
Callinectes ornatus is een krabbensoort uit de familie van de Portunidae. De wetenschappelijke naam van de soort is voor het eerst geldig gepubliceerd in 1863 door  Albert Ordway.